# Thorvald Fredin
Thorvald Fredin, född 28 februari 1928 i Söderhamn, död 22 oktober 2006 i Bromma, var en svensk kontrabasist.
Fredin studerade vid Kungliga Musikhögskolan 1947–1952 och anställdes i Kungliga Hovkapellet 1952 och var förste solobasist 1958–1991. Han var lärare i kontrabas vid Musikhögskolan 1961–1993 och från 1990 även i metodik. Fredin invaldes som ledamot nr 813 av Kungliga Musikaliska Akademien den 24 februari 1977 och utnämndes till professor 1990.